# Mimas brunnea-marginepuncta
Mimas brunnea-marginepuncta är en fjärilsart som beskrevs av Tutt 1902. Mimas brunnea-marginepuncta ingår i släktet Mimas och familjen svärmare. Inga underarter finns listade i Catalogue of Life.